# Hrabstwo Litchfield (Australia)

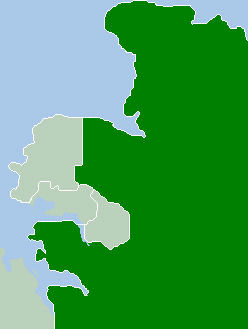
Hrabstwo Litchfield.

Hrabstwo Litchfield – samorząd terytorialny, położony na obrzeżach aglomeracji Darwin oraz miasta satelickiego Palmerston. Hrabstwo zajmuje obszar 2914,3 km² i jest zamieszkane przez 18 277 osób (dane z 2007). Utworzone 6 września 1985 roku przez Rząd Terytorium Północnego. Rada Hrabstwa zlokalizowana jest w Bees Creek.
Wschodnia granice Hrabstwa Litchfield stanowi rzeka Adelaide, od południa samorząd terytorialny Coomalie Community Government Council, a od północnego zachodu graniczy z City of Darwin oraz City of Palmerston.